# Willis Young
Willis Handy „Billy“ Young (* ca. 1872; † 6. Februar 1943 in Los Angeles) war ein US-amerikanischer Musiker (Trompete, Posaune) und Musikpädagoge, der Vater des Swing-Tenorsaxophonisten Lester Young.
Young stammte aus einer musikalischen Familie in Woodville (Mississippi) und erhielt in den 1880er-Jahren am Tuskegee Institut eine musikalische Ausbildung. In den 1890er-Jahren spielte er in Brass Bands; um 1900 lebte er in Lafourche bei Thibodaux, wo er in der Eureka Brass Band spielte (nicht zu verwechseln mit der in den 1920er-Jahren in New Orleans gegründeten Eureka Brass Band). 1908 heiratete er Amelia Rhodes, von der er sich bald trennte; nach einer weiteren Beziehung, aus der zwei Kinder hervorgingen heiratete er 1908 Lizetta Teresa Johnson. Aus der Ehe gingen drei Kinder hervor, Lester, Irma und Lee. In diesen Jahren war er ständig als Musiker auf Tourneen und unterrichtete in verschiedenen Städten in den Wintermonaten. Ende der 1910er-Jahre spielte er Posaune in einem Septett, das von Arthur und Albert Verrett in Houma (Louisiana) geleitet wurde und in der auch Amos White spielte. 
Young und seine Frau trennten sich 1919; danach zog Willis Young mit seinen Kindern 1920 nach Minneapolis, wo er die Saxophonistin Mattie Stella Pilgrim, genannt Sarah († 1943) heiratete und mit ihr eine Familienband gründete, in der Lester Young Altsaxophon und Schlagzeug spielte. Trotz des Kaufs eines Anwesens in Natalbany, Louisiana 1921 ging die Familie regelmäßig auf Tour; Young leitete in den 1920er-Jahren verschiedene Bands wie die Busy Bees oder die New Orleans Strutters, die mit Carnival-, Minstrel- und Vaudeville-Truppen auf ausgedehnte Tourneen im Raum zwischen Kansas City, Oklahoma City, Philadelphia und Baltimore gingen. Er organisierte auch die Auftritte und schrieb Arrangements für die Bands.  Young, der Multiinstrumentalist war, aber meist Trompete spielte, unterrichtete seine Kinder Lester, Lee (später ein professioneller Jazz-Schlagzeuger) und deren Schwester Irma in Trompete, Saxophone und Violine. 1927 verließ Lester Young die Gruppe seines Vaters. Als Musikpädagoge hatte Willis Young nach Ansicht des Lester-Young-Biografen Daniels maßgeblichen Einfluss auf eine Reihe von Jazzmusikern; zu seinen Schülern gehörten u. a. Ben Webster, Cootie Williams (der 1925 bei Billy Young spielte) und Clarence Williams. 1927 lebte er eine Zeitlang in Minneapolis, dann in Albuquerque und schließlich in Los Angeles, wo er 1943 starb.
Nach Ansicht von Douglas Henry Daniels hatte Billy Youngs Familienband Einfluss auf die Popularisierung des Saxophons im Jazz der frühen 1920er-Jahre.
Willis Youngs Enkel war der Rechtsanwalt und NAACP-Funktionär James L. Tolbert.